# 1905 a labdarúgásban
A következő események történtek a világ labdarúgásában az 1905-ös évben.

## Események
- a Leeds City FC belépett az Angol Football League-be.
- február 19. - Alf Common lett az első játékos, aki klubot váltott 1000 fontért, mikor a Sunderland AFC-től a Middlesbrough FC-be igazolt.

### 1905-ben alapított klubok
- Crystal Palace Football Club
- Chelsea Football Club
- Club Atletico Boca Juniors
- Galatasaray SK

## Nemzeti bajnokságok győztesei
- Anglia:
  - Angol első osztály: Newcastle United
  - Angol kupa: Aston Villa
- Belgium:
  - Belga első osztály: Union St.-Gilloise
- Észak-Írország:
  - Ír első osztály: Glentoran
  - Ír kupa: Lisburn Distillery
- Franciaország:
  - Francia első osztály: Gallia Club Paris
- Hollandia:
  - Holland kupa: VOC Rotterdam
- Magyarország:
  - Magyar első osztály: Ferencvárosi TC
- Németország:
  - Német bajnokság: Union 92 Berlin
- Norvégia:
  - Norvég kupa: Odd Grenland BK
- Olaszország:
  - Olasz első osztály: Juventus
- Skócia:
  - Skót első osztály – Celtic
  - Skót másodosztály – Clyde
  - Skót kupa – Third Lanark
- Spanyolország
  - Spanyol kupa: Madrid FC

## Nemzetközi versenyek
- 1905-ös brit hazai bajnokság (1905. február 25. – április 8.)

 Anglia

## Születések
- szeptember 25. – Aurelio González, paraguayi labdarúgó
- szeptember 26. – Karl Rappan, osztrák labdarúgó, edző († 1996)
- október 16. – Ernst Kuzorra, német labdarúgó

## Halálozások
- szeptember 6. - Morris Bates, 39, korábbi Nottingham Forest-játékos, a Woolwich Arsenal FC alapító tagja. Gümőkórban halt meg.